# Enoletnica
Enoletnica (tudi monociklična rastlina ali annuelles) je rastlina, katere razvoj od kalitve do semenske zrelosti je opravljen v isti vegetacijski sezoni. 

## Poletne enoletnice
Največji del enoletnic živi od pomladi do pozne jeseni. Spomladi vzkalijo, poleti cvetejo, v jeseni pa odmrejo. Zimo preživijo le semena, ki so odporna na mraz.
Nekaj poletnih enoletnic:
- solata (Lactuca sativa)
- paradižnik (Lycopersicon esculebtum)
- paprika (Capsicum annuum)
- kumare (Cucumis sativus)
- fižol (Phaseolus vulgaris)
- grah (Pisum sativum)
- koruza (Zea mays)
- jara žita
- številni pleveli - modri glavinec (Centaurea cyanus), poljski mak (Papaver rhoeas), navadna loboda (Atriplex patula), itd.

## Zimske enoletnice
Ozimni enoletnici se razvoj prične jeseni, zaključi pa v naslednjem letu. Semena vzkalijo jeseni, razviti kalčki prezimijo in se naslednjo pomlad razvijejo v odraslo rastlino, ki cvete in ima plod. Rastlina odmre v pozni pomladi ali poleti. 
Nekaj zimskih enoletnic:
- ozimna žita
- plešec (Capsella bursa-pastoris) je lahko zimska ali poletna enoletnica.